# Wilfried Lülsdorf
Wilfried Lülsdorf (* 14. April 1957 in Bonn) ist ein deutscher Journalist und Autor.

## Leben
Wilfried Lülsdorf studierte Soziologie, Politologie und Kunstgeschichte an der Rheinischen Friedrich-Wilhelms-Universität Bonn und absolvierte eine Ausbildung an der Kölner Journalistenschule für Politik und Wirtschaft. Er arbeitete als Redakteur bei der WirtschaftsWoche und dem ManagerMagazin. Danach wurde er als Korrespondent beim Wochenmagazin Stern engagiert. Als Leiter des TV-Studios Bonn des European Business Channel und später Redaktionsleiter beim WIF-Wirtschafts- und Informationsfernsehen war Lülsdorf zudem in der Fernsehbranche tätig. Weitere Stationen des Journalisten waren unter anderem seine Funktion als Textchef des Wirtschaftsmagazins Forbes, Redaktionsleiter des Focus und Textchef von BIZZ. Im Dienstleistungs-Journalismus war Wilfried Lülsdorf 16 Jahre lang Chefredakteur und Geschäftsführender Gesellschafter der corps. Corporate Publishing Services GmbH mit Sitz in Berlin und Düsseldorf. Für BUNTEKUH, der Content-Marketing-Unit des Landwirtschaftsverlags, war Lülsdorf im Management tätig, bevor er die Chefredaktion und Geschäftsführung bei der muehlhausmoers corporate communications gmbh übernahm. Nachdem Lülsdorf langjährig im Bereich Corporate Publishing tätig gewesen war, begann er Kriminalromane mit Bezug zur Gemeinde Wachtberg und zu angrenzenden Regionen und Städten zu schreiben. 2021 erschien im cmz-Verlag sein Debüt-Krimi PechMariechen und 2022 der nächste Wachtberg-Krimi KünstlerPech. 2023 ist der Krimi PechMariechen unter dem Titel Maria nella sfortuna auch in italienischer Sprache erschienen. Mit PechVogel, erschienen im Mai 2023, und MordsPech, erschienen im Oktober 2024, hat Wilfried Lülsdorf seine Krimireihe beim cmz-Verlag fortgesetzt.

## Werke
- PechMariechen. 2021, ISBN 978-3-87062-347-0.
- KünstlerPech. 2022, ISBN 978-3-87062-357-9.
- Maria nella sfortuna. 2023, ISBN 978-3-87062-362-3.
- Pechvogel. 2023, ISBN 978-3-87062-363-0.
- Mordspech. CMZ-Verlag, Rheinbach 2024, ISBN 978-3-87062-372-2.